# Kevin Pearce
Kevin Pearce (1 de noviembre de 1987) es un deportista estadounidense que compitió en snowboard. Consiguió cuatro medallas en los X Games de Invierno.

## Medallero internacional
| \| X Games de Invierno \| X Games de Invierno \| X Games de Invierno \| X Games de Invierno \| \| Año \| Lugar \| Medalla \| Prueba \| \| ------------------- \| ---------------------- \| ------------------- \| ------------------- \| \| 2008 \| Aspen (Estados Unidos) \| Medalla de plata \| Big air \| \| 2008 \| Aspen (Estados Unidos) \| Medalla de plata \| Slopestyle \| \| 2008 \| Aspen (Estados Unidos) \| Medalla de bronce \| Superpipe \| \| 2009 \| Aspen (Estados Unidos) \| Medalla de plata \| Superpipe \| |                        |                   |            |
| X Games de Invierno |                        |                   |            |
| Año | Lugar                  | Medalla           | Prueba     |
| 2008 | Aspen (Estados Unidos) | Medalla de plata  | Big air    |
| 2008 | Aspen (Estados Unidos) | Medalla de plata  | Slopestyle |
| 2008 | Aspen (Estados Unidos) | Medalla de bronce | Superpipe  |
| 2009 | Aspen (Estados Unidos) | Medalla de plata  | Superpipe  |